# Rue Morgue (magazine)
Pour les autres articles liés à la rue Morgue, voir Rue Morgue.
Rue Morgue est un magazine canadien consacré au thème de l’horreur. Il traite de son actualité littéraire, cinématographique, musicale, et comporte des nouvelles, des articles et des critiques. Le nom du magazine fait référence à la nouvelle du poète américain Edgar Allan Poe intitulée Double assassinat dans la rue Morgue.